# Peter Turi
Peter Turi (* 8. Februar 1961 in Frankfurt am Main) ist ein deutscher Journalist und Verleger.

## Ausbildung
Nach seinem Abitur studierte Turi von 1980 bis 1984 in Heidelberg Politik, Geschichte und Volkswirtschaft, allerdings ohne abzuschließen. Danach, 1984 bis 1985, bestand er die Auswahlprüfung der Deutschen Journalistenschule in München und belegte den Kompaktkurs der 23. Lehrredaktion.
Im Rahmen dieser Ausbildung absolvierte er ein zweimonatiges Praktikum in der Lokal- und der Regionalredaktion des Mannheimer Morgen, wo er Mitarbeiter des damaligen Pressebüro Heidelberg PBH kennenlernte. PBH lieferte dem Mannheimer Morgen Berichte und Meldungen aus Heidelberg zu. Nach diesem Vorbild gründete Turi nach Abschluss seiner Journalistenausbildung 1986 mit Kollegen in Mannheim das Pressebüro Mannheim, kurz PBM. Fortan lieferte er aus Mannheim Regionalmedien wie der Heidelberger Rhein-Neckar-Zeitung, dem Kurpfalz-Radio oder der Karlsruher Rundschau Material zu.

## Kressreport
1996 übernahm Turi gemeinsam mit Thomas Wengenroth den Kressreport, für den Gründer Günter Kress aus Altersgründen Nachfolger suchte. Turi wurde Verleger und Chefredakteur, schuf die Personendatei der Medienschaffenden Kress Köpfe – woraus später die von ihm unabhängige Firma Köpfe GmbH resultierte – und entwickelte Formate wie den Newsletterdienst täglichkress. Kressreport, ein zuvor einseitig bedruckter, zusammengehefteter Informationsdienst ohne Bilder und Farbe, wurde in eine Fachzeitschrift mit Fotos, Tabellen und Grafiken umgewandelt. 1998 erhielt Turi für die Website kress.de den Bert-Donnepp-Preis.
Zur Jahrtausendwende stieg Turi beim Kressreport aus, um die Internet-Zeitung Net-Business zu kaufen und zu relaunchen. Nach drei Ausgaben war das Medium allerdings in die roten Zahlen geraten, sodass Turi Insolvenz anmelden musste. Er zog sich vorerst ins Privatleben zurück.

## turi2und weitere Medien
2006 gründete Turi den Mediendienst turi2, das später durch turi2.tv und turi2 edition ergänzt wurde. Im Jahr 2007 schrieb er für das Magazin Vanity Fair eine Medienkolumne auf dessen Webseite. 2024 verkauften Peter und Heike Turi turi2 an die österreichische Mediengruppe Oberauer, die zahlreiche Mediendienste wie Kress und Meedia betreibt. Peter Turi blieb als Herausgeber erhalten, ebenso wie die Redaktion.
Turi lebt und arbeitet in Wiesbaden.

## Auszeichnungen
- 1998: Deutscher Preis für Medienpublizistik – Bert-Donnepp-Preis für die Erfindung von täglichkress
- 2016: Bayerischer Printmedienpreis für die turi2 Edition